# Andrei Vasilievici Bițadze
Andrei Vasilievici Bițadze (n. 22 mai [S.V. 9 mai] 1916 - d. 6 aprilie 1994) a fost un matematician sovietic de naționalitate gruzină.

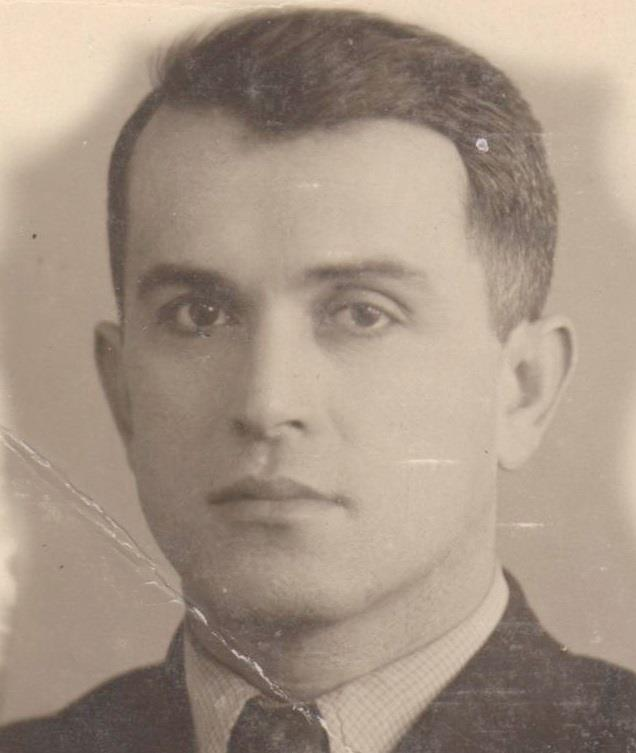
A V Bitsadze

În 1940 a fost absolvent al Universității din Tbilisi, iar în perioada 1942 - 1967 este lector în cadrul aceleiași universități.
În perioada 1941 - 1942, a funcționat și la Institutul de Matematică al Academiei de Științe din RSS Gruzină.
De asemenea, a fost și membru corespondent al Academiei de Științe a URSS.
În 1947 devine membru de partid în cadrul PCUS.
Lucrările sale se referă în special la teoria ecuațiilor diferențiale cu derivate parțiale și la ecuațiile integrale singulare și la aplicațiilor acestora în dinamica gazelor și a mișcărilor transonice.